# Uruguay en el Campeonato Sudamericano de Fútbol Sub-17 de 2015
La Selección de Uruguay fue uno de los 10 equipos participantes en el Campeonato Sudamericano de Fútbol Sub-17 de 2015, torneo que se llevó a cabo entre el 4 de marzo y el 29 de marzo de 2015 en Paraguay.
En el sorteo la Selección de Uruguay quedó emparejada en el Grupo B junto con Argentina, Bolivia, Chile y Ecuador. En la fase de grupos, la Celeste ganó los 4 partidos disputados y clasificó al hexagonal final como la única selección con puntaje ideal.
Tuvo un pasaje irregular en la fase final, ya que llegó al último partido luego de ganar y perder 2 encuentros, pero con chances de salir campeón y clasificar al mundial, si ganaba o empataba. Jugó con el local, Paraguay y perdió 2 a 1, por lo que no logró el cupo a la Copa Mundial en Chile.

## Jugadores
Datos correspondientes a la situación previa al torneo.

## Participación

### Fase de grupos

#### Fecha 1
| 6 de marzo de 2015, 20:10 | Uruguay                                      | 4:1 (1:0) | Bolivia  | Estadio Dr. Nicolás Leoz, Asunción |                          |
|                           | Ergas 38' · Valverde 48' · Rodríguez 72' 84' | Reporte   | Vaca 56' | Árbitro(s): Luis Sánchez           | Árbitro(s): Luis Sánchez |

#### Fecha 2
| 8 de marzo de 2015, 18:00 | Uruguay                | 2:1 (1:0) | Argentina    | Estadio Feliciano Cáceres, Luque |                            |
|                           | Valverde 5' 77' (pen.) | Reporte   | Conechny 65' | Árbitro(s): Wilton Sampaio       | Árbitro(s): Wilton Sampaio |

#### Fecha 3
| 12 de marzo de 2015, 20:10 | Uruguay                                           | 4:1 (2:0) | Chile               | Estadio Lic. Erico Galeano, Capiatá |                            |
|                            | Rossi 1' 88' · Valverde 17' · Schiappacasse 90+2' | Reporte   | Provoste 76' (pen.) | Árbitro(s): Wilton Sampaio          | Árbitro(s): Wilton Sampaio |

#### Fecha 4
| 14 de marzo de 2015, 20:10 | Uruguay      | 1:0 (0:0) | Ecuador | Estadio Lic. Erico Galeano, Capiatá |                                 |
|                            | Saracchi 80' | Reporte   |         | Árbitro(s): Mario Díaz de Vivar     | Árbitro(s): Mario Díaz de Vivar |

| Equipo    | Pts | PJ | PG | PE | PP | GF | GC | Dif |
| --------- | --- | -- | -- | -- | -- | -- | -- | --- |
| Uruguay   | 12  | 4  | 4  | 0  | 0  | 11 | 3  | 8   |
| Ecuador   | 9   | 4  | 3  | 0  | 1  | 10 | 3  | 7   |
| Argentina | 6   | 4  | 2  | 0  | 2  | 7  | 5  | 2   |
| Bolivia   | 3   | 4  | 1  | 0  | 3  | 5  | 14 | -9  |
| Chile     | 0   | 4  | 0  | 0  | 4  | 4  | 12 | -8  |

|  | Clasificado para el Hexagonal Final. |

### Hexagonal final

#### Fecha 1
| 17 de marzo de 2015, 22:10 | Uruguay | 0:1 (0:1) | Ecuador     | Estadio Feliciano Cáceres, Luque |                                |
|                            |         | Reporte   | Pereira 36' | Árbitro(s): Fernando Rapallini   | Árbitro(s): Fernando Rapallini |

#### Fecha 2
| 20 de marzo de 2015, 22:10 | Uruguay   | 1:0 (0:0) | Colombia | Estadio Dr. Nicolás Leoz, Asunción |                               |
|                            | Rossi 68' | Reporte   |          | Árbitro(s): Miguel Santivañez      | Árbitro(s): Miguel Santivañez |

#### Fecha 3
| 23 de marzo de 2015, 21:10 | Uruguay                 | 2:3 (0:1) | Brasil                      | Estadio Lic. Erico Galeano, Capiatá |                          |
|                            | Valverde 61' 75' (pen.) | Reporte   | Evander 14' 82' · Ramon 68' | Árbitro(s): Luis Sánchez            | Árbitro(s): Luis Sánchez |

#### Fecha 4
| 26 de marzo de 2015, 21:10 | Uruguay                     | 2:1 (2:0) | Argentina    | Estadio Dr. Nicolás Leoz, Asunción |                           |
|                            | Mederos 21' · Fernández 42' | Reporte   | Palacios 74' | Árbitro(s): Roberto Tobar          | Árbitro(s): Roberto Tobar |

#### Fecha 5
| 29 de marzo de 2015, 19:00 | Paraguay                      | 2:1 (1:0) | Uruguay      | Estadio Feliciano Cáceres, Luque |                            |
|                            | Paredes 32' · C. Ferreira 75' | Reporte   | Valverde 53' | Árbitro(s): Wilton Sampaio       | Árbitro(s): Wilton Sampaio |

| Equipo    | Pts | PJ | PG | PE | PP | GF | GC | Dif |
| --------- | --- | -- | -- | -- | -- | -- | -- | --- |
| Brasil    | 9   | 5  | 3  | 0  | 2  | 8  | 7  | 1   |
| Argentina | 8   | 5  | 2  | 2  | 1  | 7  | 4  | 3   |
| Ecuador   | 8   | 5  | 2  | 2  | 1  | 6  | 5  | 1   |
| Paraguay  | 7   | 5  | 2  | 1  | 2  | 11 | 10 | 1   |
| Uruguay   | 6   | 5  | 2  | 0  | 3  | 6  | 7  | -1  |
| Colombia  | 4   | 5  | 1  | 1  | 3  | 3  | 8  | -5  |

|  | Clasificado para la Copa Mundial de Fútbol Sub-17 de 2015 |

## Estadísticas

### Generales
| Pts | PJ | PG | PE | PP | GF | GC | Dif | Resultado     |
| --- | -- | -- | -- | -- | -- | -- | --- | ------------- |
| 18  | 9  | 6  | 0  | 3  | 17 | 10 | 7   | Quinto puesto |

### Goleadores
| Jugador               | Goles | Jugada | Cabeza | T. libre | Penal |
| --------------------- | ----- | ------ | ------ | -------- | ----- |
| Federico Valverde     | 7     | 3      | 0      | 2        | 2     |
| Diego Rossi           | 3     | 3      | 0      | 0        | 0     |
| Nicolás Rodríguez     | 2     | 0      | 2      | 0        | 0     |
| Nicolás Schiappacasse | 1     | 0      | 1      | 0        | 0     |
| Robert Ergas          | 1     | 1      | 0      | 0        | 0     |
| Roberto Fernández     | 1     | 1      | 0      | 0        | 0     |
| Santiago Mederos      | 1     | 1      | 0      | 0        | 0     |
| Marcelo Saracchi      | 1     | 1      | 0      | 0        | 0     |